# Галле, Теодор
Теодор Галле (нидерл. Theodor Galle; крещён 16 июля 1571, Антверпен — 18 декабря 1633, Антверпен) — фламандский рисовальщик, живописец и гравёр-печатник эпохи раннего барокко. Член большой семьи фламандских и голландских художников.

## Жизнь и творчество
Теодор Галле был сыном живописца и гравёра Филиппа Галле и старшим братом гравёра Корнелиуса Галле Старшего. Художественное образование получил в мастерской отца. В 1596 году Теодор отправился в Италию со своим братом Корнелисом. В Риме копировал памятники искусства античности. Вернувшись на родину, опубликовал свои римские работы в альбоме «Впечатления от античных мраморов, монет и гемм» (Imagines ex antiquis marmoribus, numismatibus et gemmis expressae). В Антверпене художник, кроме собственно занятий искусством, вёл торговлю гравюрами на меди. В 1595 году стал членом антверпенской Гильдии Святого Луки.
После смерти отца, Филиппа Галле, в 1612 году Теодор взял на себя руководство гравировальной и печатной мастерской «De Witte Lelie». Благодаря женитьбе на Катерине Меренторф, дочери Яна Моретуса, семейное типографское дело стало филиалом известного антверпенского издательства Христофора Плантена «Officina Plantiniana».
Известность Теодору Галле принесли его гравюры по оригиналам (рисункам и картинам) Питера Пауля Рубенса. Рубенс заказывал в «Officina Plantiniana» гравюры, начиная с 1608 года. Когда в 1615 году Теодор стал слишком занят, чтобы самому выполнять многочисленные гравюры, его брат Корнелис Галле Старший взял на себя роль гравёра книжных иллюстраций по рисункам Рубенса. Он выпустил также альбом собственных гравюр на тему жизни Святой Девы Марии под названием «Зеркало Прославленной Девы» (Speculum illustrium virginum).
Теодор Галле умер в Антверпене в 1633 году.

## Галерея

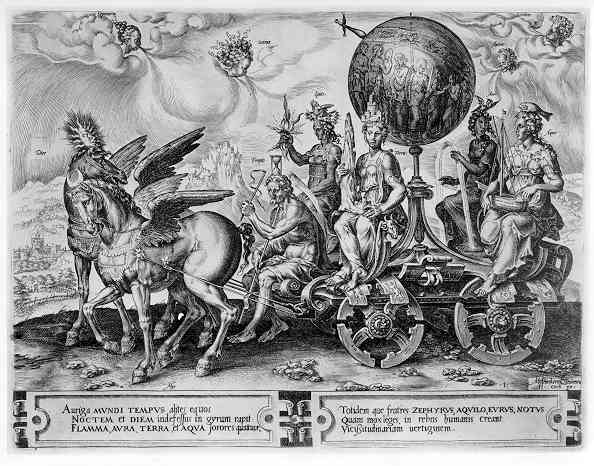
Триумфальная колесница Мира. По оригиналу М. Хемскерка. 1564
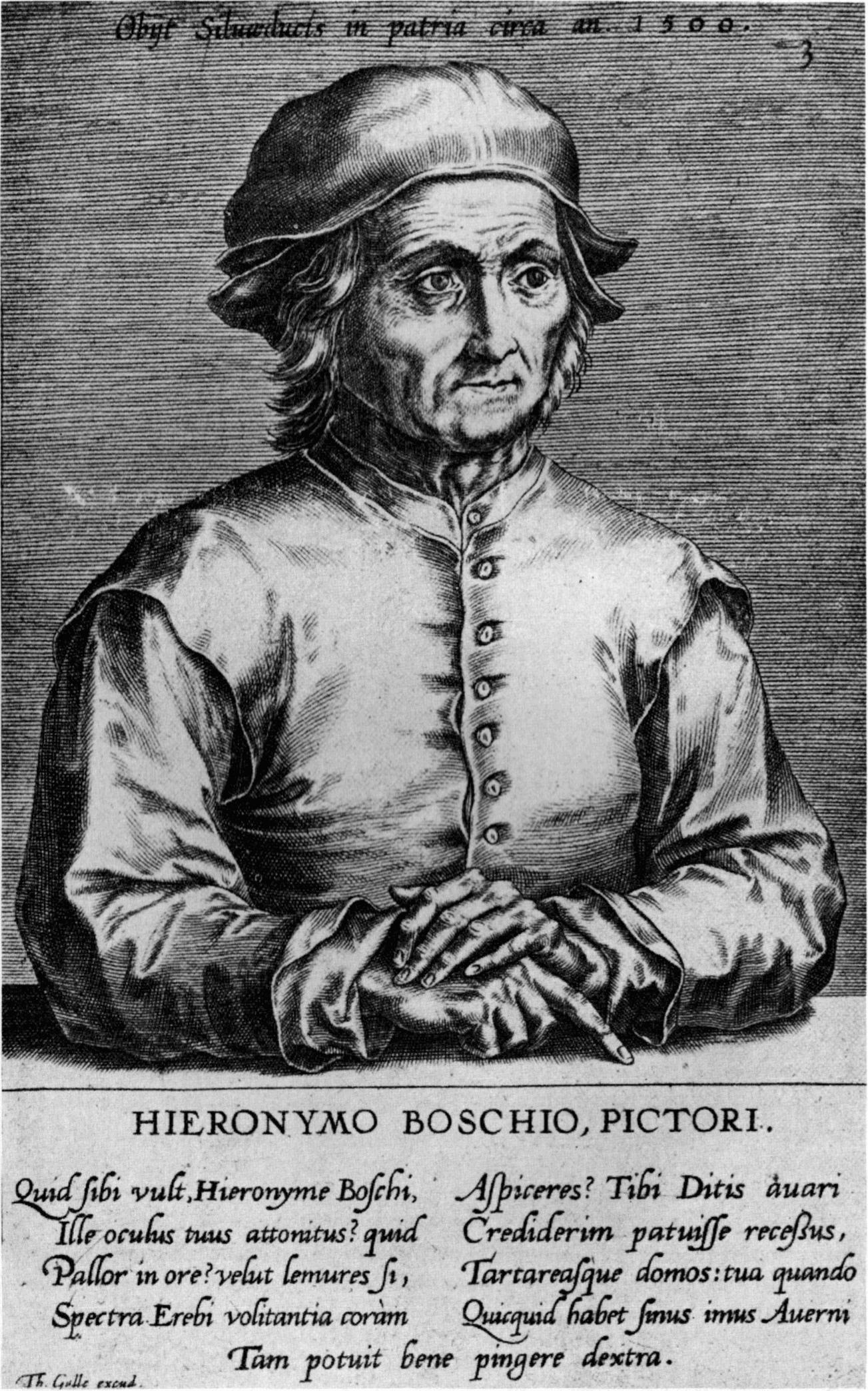
Портрет Иеронима Босха. Ок. 1600
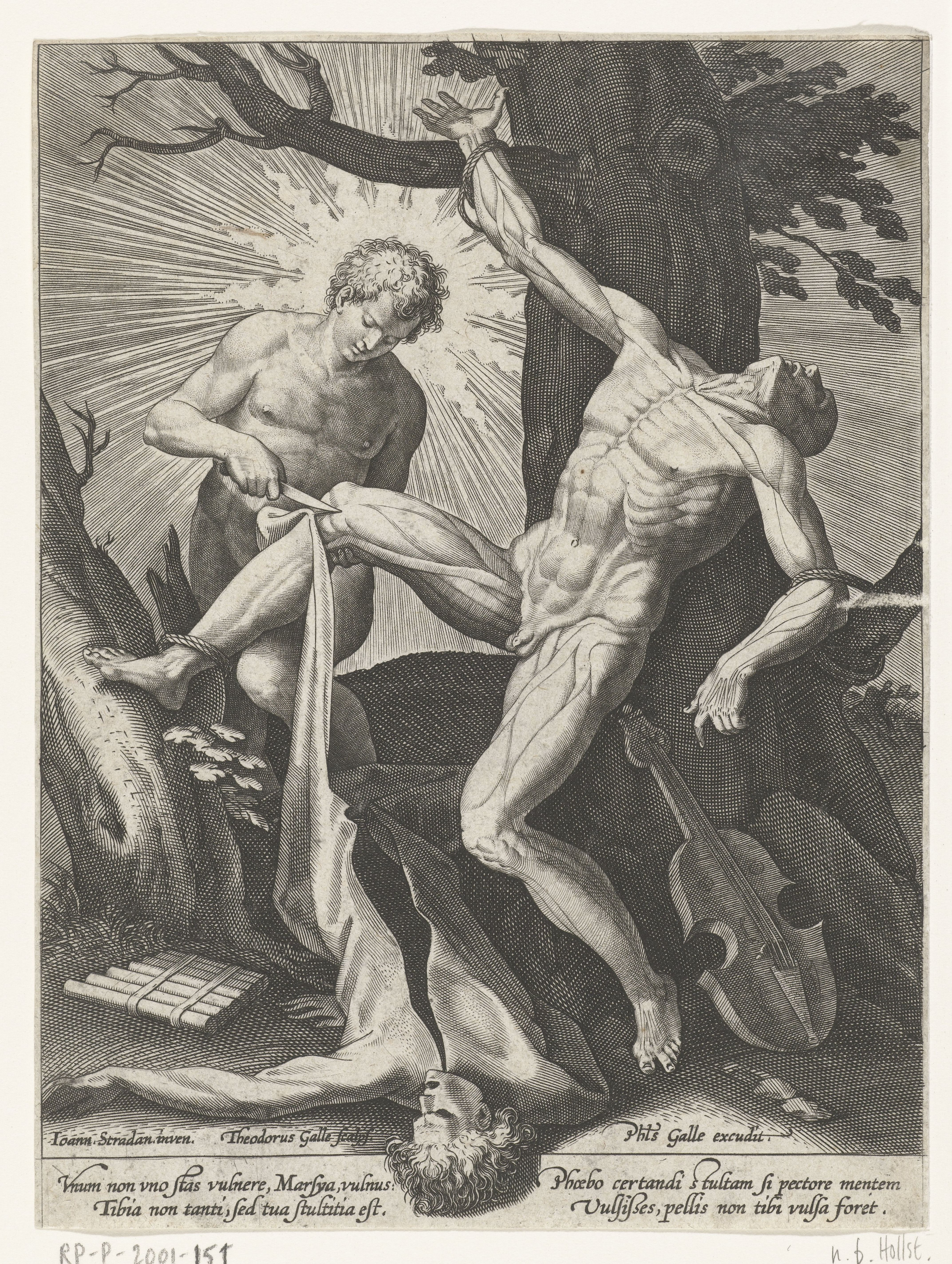
Аполлон и Марсий. По оригиналу Яна ван дер Страта Между 1581 и 1612
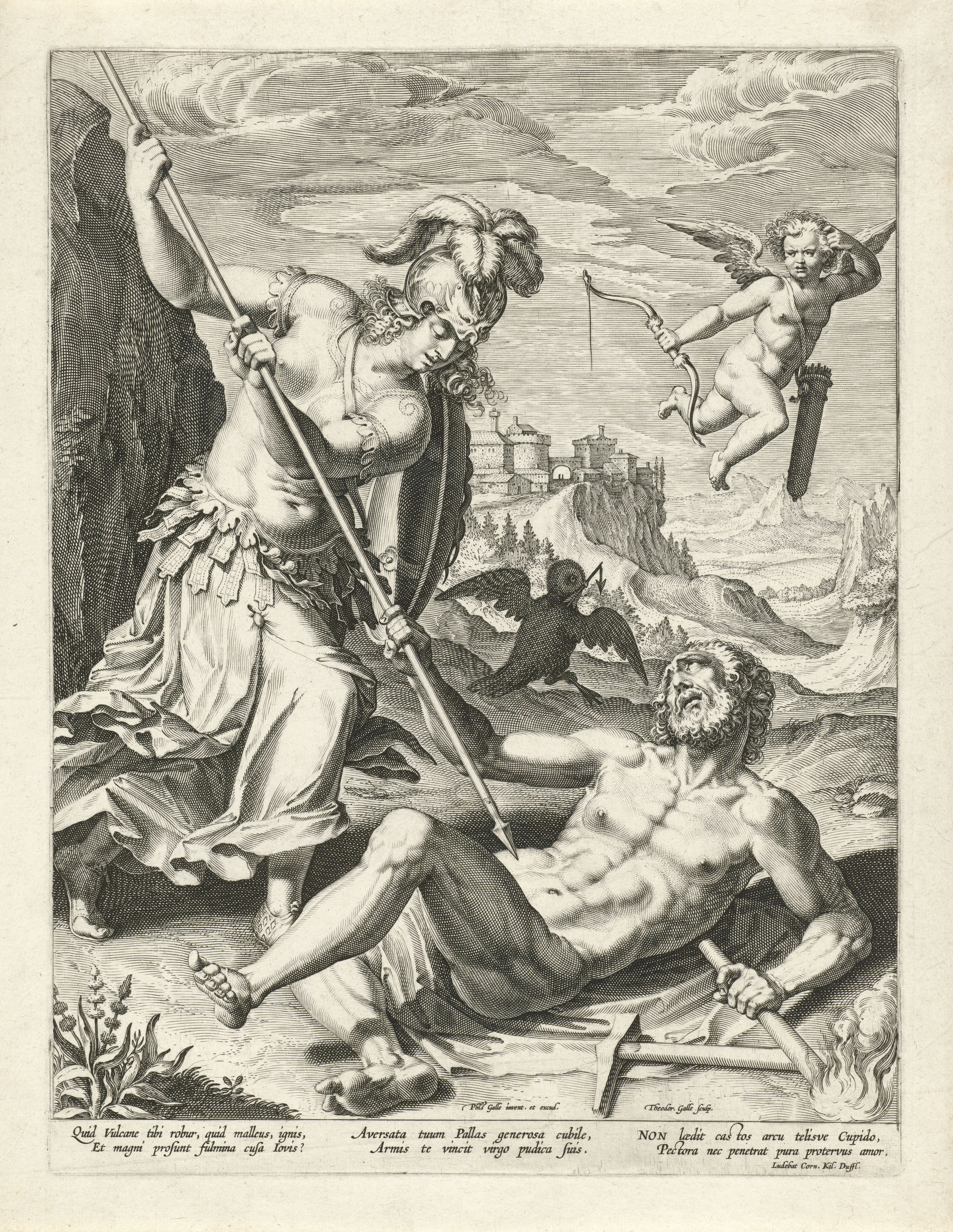
Минерва побеждает Вулкана. Между 1581 и 1633
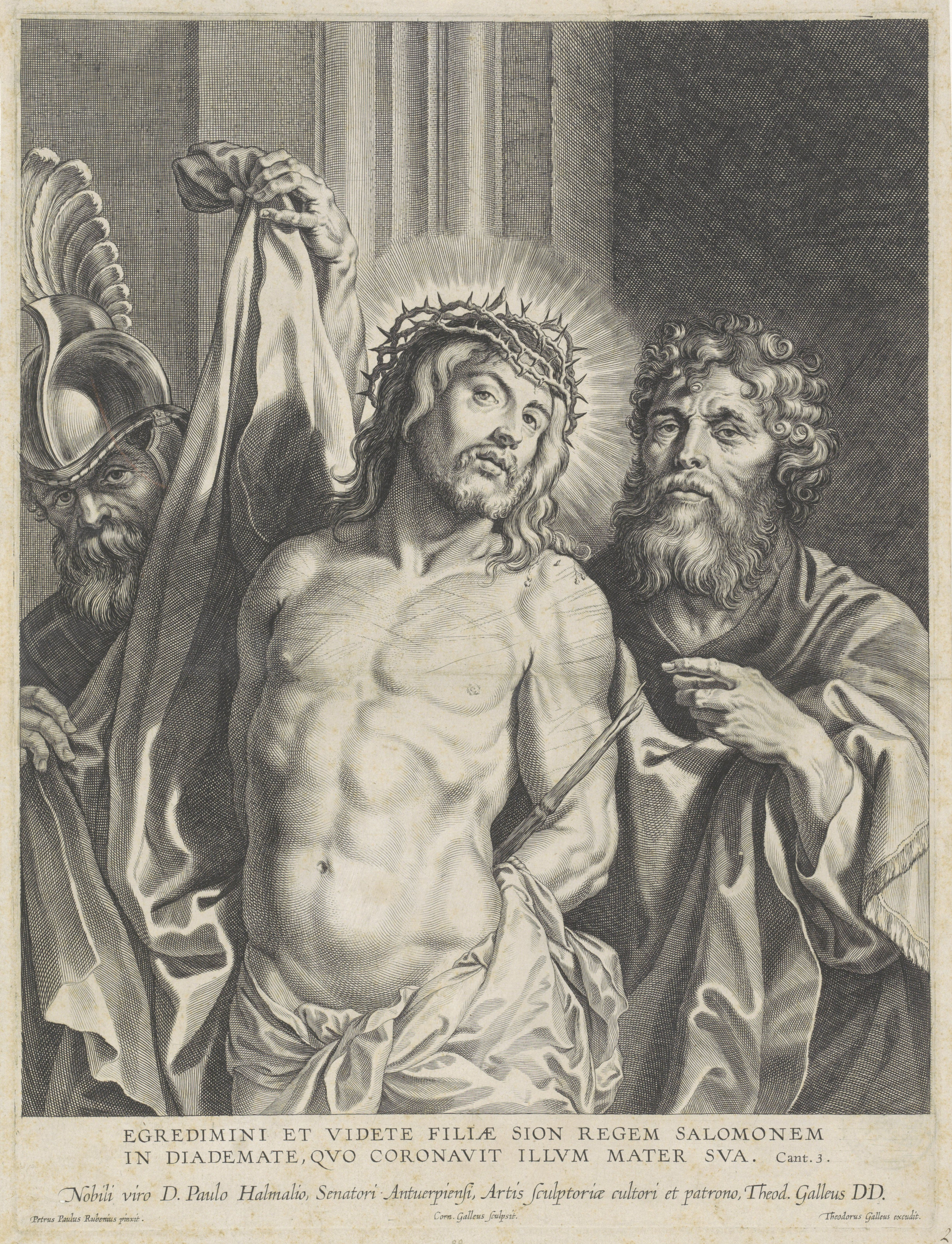
Ecce Homo (Се человек). По оригиналу П. П. Рубенса. Между 1586 и 1650
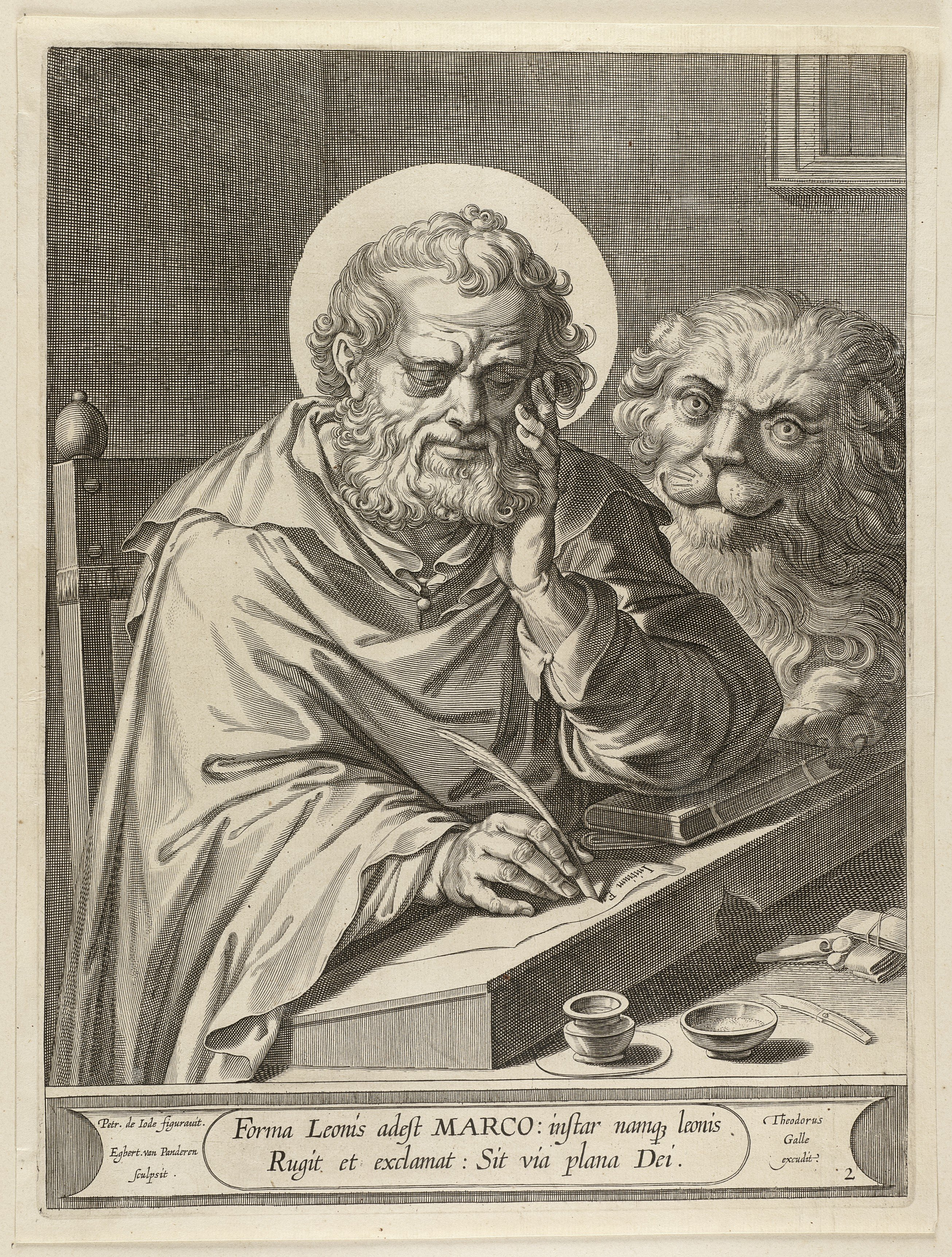
Евангелист Марк. 1600
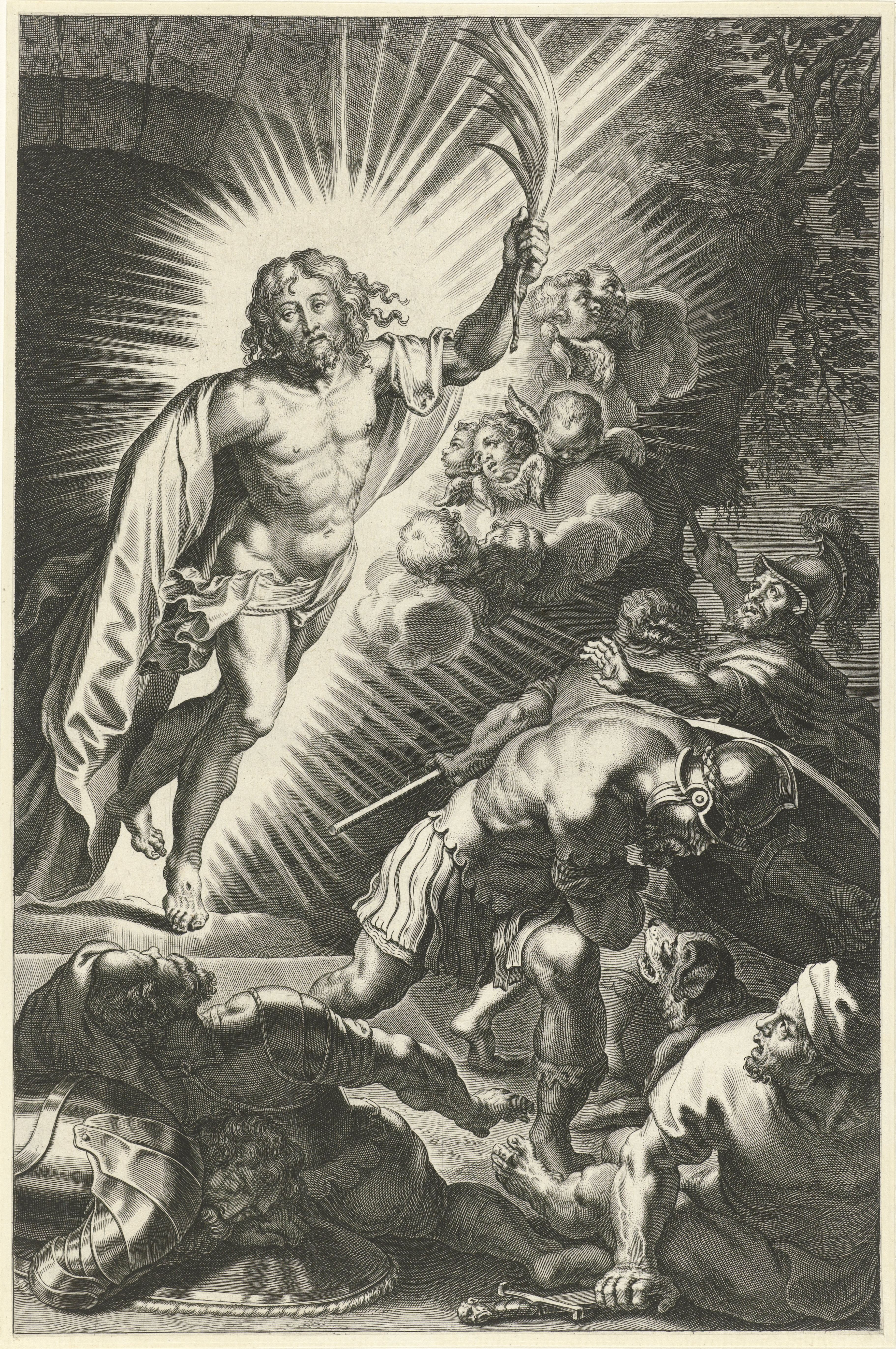
Преображение. Между 1581 и 1683
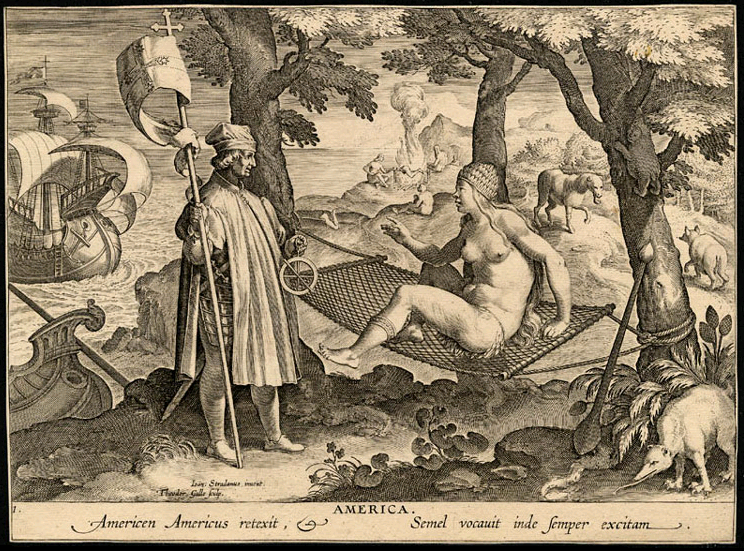
Спящая Америка, пробуждённая Америго Веспуччи. По оригиналу Яна ван дер Страта. 1619
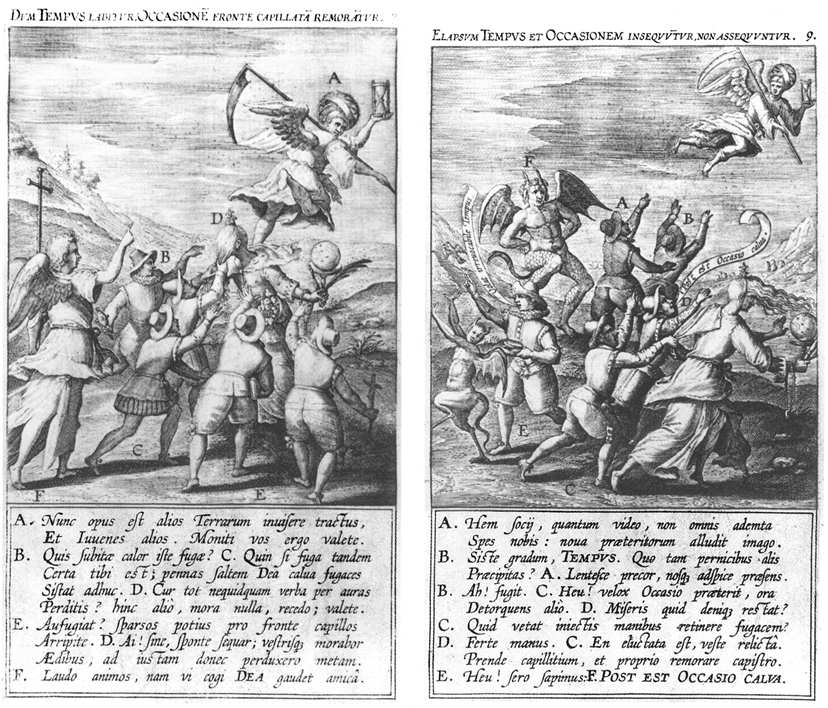
Возможность использована, возможность упущена. 1605